# Квазірівномірна збіжність
У математичному аналізі квазірівномірна збіжність є узагальненням поняття рівномірної збіжності. Нехай послідовність функцій {\displaystyle f_{n}} топологічного простору {\displaystyle X} у множину дійсних чисел (чи більш загально у метричний простір {\displaystyle Y} ) поточково збігається до функції {\displaystyle f}. Тоді збіжність називається квазірівномірною якщо для будь-якого {\displaystyle \varepsilon >0} і будь-якого натурального числа {\displaystyle N} існує не більш ніж зліченне відкрите покриття {\displaystyle \{U_{1},U_{2},\ldots \}} простору {\displaystyle X} і послідовність  {\displaystyle n_{1},n_{2},\ldots } натуральних чисел, де всі  {\displaystyle n_{i}>N,} що {\displaystyle |f(x)-f_{n_{i}}(x)|<\varepsilon } для всіх {\displaystyle x\in U_{i}.}
Поняття квазірівномірної збіжності ввів італійський математик Чезаре Арцела при вивченні необхідних і достатніх умов при яких поточково збіжна послідовність неперервних функцій збігається до теж неперервної функції.
Із означення рівномірної збіжності випливає, що кожна рівномірно збіжна послідовність є квазірівномірно збіжною і при цьому для будь-яких {\displaystyle \varepsilon >0} і {\displaystyle N\in \mathbb {N} } достатньо взяти покриття із єдиної множини {\displaystyle X,} а за {\displaystyle n_{1}} — будь-яке натуральне число, що задовольняє нерівність {\displaystyle n_{1}>\max(N,N_{\varepsilon }),} де {\displaystyle N_{\varepsilon }} є натуральним числом, що відповідає {\displaystyle \varepsilon } в означенні рівномірної збіжності.
Якщо топологічний простір є компактним, а послідовність {\displaystyle f_{n}} є зростаючою, то навпаки квазірівномірна збіжність є рівномірно. Дійсно із компактності випливає, що для будь-яких {\displaystyle N} і {\displaystyle \varepsilon } покриття можна вибрати скінченним і тоді для {\displaystyle n=\max _{i}n_{i}} нерівність {\displaystyle |f(x)-f_{n}(x)|<\varepsilon } виконується для всіх {\displaystyle x\in X.} Але тоді для всіх {\displaystyle m>n} також {\displaystyle |f(x)-f_{m}(x)|<=|f(x)-f_{n}(x)|<\varepsilon } для всіх {\displaystyle x\in .} і тому {\displaystyle n} можна вибрати як число із означення рівномірної неперервності для {\displaystyle \varepsilon }. Як наслідок зокрема теорема Діні випливає із теореми Арцела нижче.

## Теорема Арцела
Для поточково збіжної послідовності {\displaystyle f_{n}} неперервних функцій квазірівномірна збіжність є необхідною та достатньою умовою неперервності граничної функції {\displaystyle f}.

### Доведення
Нехай {\displaystyle \varphi _{n}(x):=f(x)-f_{n}(x).} Якщо {\displaystyle f} є неперервною то відповідно і всі {\displaystyle \varphi _{n}} є неперервними. Відповідно усі множини {\textstyle U_{nm}:=\varphi _{n}^{-1}\left(-{\frac {1}{m}},{\frac {1}{m}}\right)} для {\displaystyle n,m\in \mathbb {N} } є відкритими підмножинами простору {\displaystyle X}. Множина цих відкритих підмножин є не більш, ніж зліченною. 
Точка {\displaystyle x\in X} належить множині {\displaystyle U_{nm}} якщо {\textstyle |\varphi _{n}(x)|<{\frac {1}{m}}} тобто {\textstyle |f(x)-f_{n}(x)|<{\frac {1}{m}}.} Із умови поточкової збіжності випливає, що множини {\displaystyle U_{nm}} утворюють відкрите покриття простору {\displaystyle X.}
Якщо тепер {\displaystyle \varepsilon >0} і {\displaystyle N\in \mathbb {N} } то для {\displaystyle n>N} і {\textstyle m>{\frac {1}{\varepsilon }}} згідно означень виконується нерівність {\textstyle |\varphi _{n}(x)|<{\frac {1}{m}}<\varepsilon } для всіх {\displaystyle x\in U_{nm}.} Множини {\displaystyle U_{nm}} для {\displaystyle n>N} і {\textstyle m>{\frac {1}{\varepsilon }}} теж утворюють відкрите покриття простору {\displaystyle X.} Справді якщо {\displaystyle x\in X} то із означення поточкової збіжності випливає, що для будь-якого {\displaystyle {\frac {1}{m}}<\varepsilon } для всіх достатньо великих чисел {\displaystyle n} {\textstyle |f(x)-f_{n}(x)|<{\frac {1}{m}}.} Зокрема можна вибрати для цього {\displaystyle n>N} і тоді {\displaystyle x\in U_{nm}.}
Відповідно множини виду {\displaystyle U_{nm}} для {\displaystyle n>N} і {\textstyle m>{\frac {1}{\varepsilon }}} утворюють не більш ніж зліченне покриття простору {\displaystyle X} і якщо для множини {\displaystyle U_{nm}} вибрати число n це покриття задовольняє умову в означенні квазірівномірної збіжності. Тобто збіжність є квазірівномірною, що завершує доведення необхідності.
Нехай тепер збіжність {\displaystyle f_{n}} до граничної функції {\displaystyle f} є квазірівномірною. Достатньо довести, що для будь-якого відкритого проміжку {\displaystyle (a,b)}  прообраз {\displaystyle f^{-1}(a,b)} є відкритою множиною. Це очевидно є  так, якщо прообраз є порожньою множиною. В іншому випадку існує {\displaystyle x\in X} для якого {\displaystyle f(x)\in (a,b)} і можна вибрати числа {\displaystyle c,d,\varepsilon } із умовами {\displaystyle a<c<f(x)<d<b} і {\displaystyle 0<\varepsilon <\min(c-a,b-d,f(x)-c,d-f(x)).} Нехай {\displaystyle N} є довільним натуральним числом і розглянемо покриття із означення квазірівномірної збіжності для {\displaystyle \varepsilon } і {\displaystyle N}. Нехай {\displaystyle U} є елементом покриття, що містить {\displaystyle x.} Тоді для деякого {\displaystyle n>N} для всіх {\displaystyle y\in U} виконується нерівність {\textstyle |f(y)-f_{n}(y)|<\varepsilon .} Зокрема звідси випливає, що {\textstyle f(x)-\varepsilon <f_{n}(x)<f(x)+\varepsilon } і як наслідок {\textstyle f_{n}(x)\in (c,d).} Оскільки за умовою {\textstyle f_{n}(x)} є неперервною функцією, то {\textstyle f_{n}^{-1}(c,d)} і тому також  {\displaystyle V:=U\cap f_{n}^{-1}(c,d)} є відкритими множинами, що містять {\displaystyle x.} Але тоді для будь-якого {\displaystyle y\in V} також {\textstyle |f(y)-f_{n}(y)|<\varepsilon } і {\textstyle f_{n}(y)\in (c,d)} тому {\textstyle c-\varepsilon <f(y)<d+\varepsilon .} Зокрема {\displaystyle f(V)\subset (a,b)} і {\displaystyle V} є відкритою множиною, що міститься у {\displaystyle f^{-1}(a,b)} і містить точку {\displaystyle x.} Із довільності вибору {\displaystyle x} випливає, що {\displaystyle f^{-1}(a,b)} є відкритою множиною і оскільки вибір {\displaystyle (a,b)} теж був довільним звідси випливає неперервність функції {\displaystyle f}.